# Zagadki Sfinksa
Zagadki Sfinksa (ang. Riddles of the Sphinx) – brytyjsko-kanadyjski film science fiction z 2008 roku w reżyserii George'a Mendeluka. Wyprodukowana przez wytwórnię The Sci-Fi Channel, Insight Film Studios, Sphinx Productions, Plinyminor i Trijbits Productions.
Premiera filmu odbyła się 7 stycznia 2008.

## Opis fabuły
Naukowcy odkrywają w Egipcie podziemny labirynt. Podczas jego eksploracji budzą do życia Sfinksa, strażnika starożytnych sekretów. Bestia okazuje się inteligentna i bardzo niebezpieczna. Agenci tajnej rządowej organizacji, Jessica (Dina Meyer) i Ryder (Mackenzie Gray), zostają oddelegowani do zbadania sprawy.

## Obsada
Źródło: Filmweb
- Dina Meyer jako Jessica
- Lochlyn Munro jako Robert Parr
- Mackenzie Gray jako Ryder
- Emily Tennant jako Karen Parr
- Donnelly Rhodes jako Thomas
- Donovan Cerminara jako kapral Evans